# Euselasia manoa
Euselasia manoa is een vlindersoort uit de familie van de prachtvlinders (Riodinidae), onderfamilie Euselasiinae.
Euselasia manoa werd in 1996 beschreven door Brévignon.